# Fußball-Oberliga Südwest (1945–1963)
Die Oberliga Südwest nahm am 20. Januar 1946 als oberste Spielklasse in der Französischen Besatzungszone den Spielbetrieb auf. Sie war bis 1950 in zwei Gruppen gegliedert. Der Name der Nordgruppe lautete anfangs Oberliga Saar-Pfalz-Hessen; mit Hessen war Rheinhessen gemeint. Die Nordgruppe bestand zunächst aus zehn Vereinen aus der Pfalz, aus Rheinhessen und dem Saarland. 1946/47 stießen auch Vereine aus dem Gebiet des heutigen Fußballverbandes Rheinland dazu; nunmehr wurde sie Ehrendivision, dann Nordzonenliga genannt. Die Südgruppe umfasste die beiden damaligen Länder Baden und Württemberg-Hohenzollern.
Die Sieger von Nord- und Südgruppe ermittelten den Meister der Französischen Besatzungszone. 1950 wechselten die Vereine der Südgruppe zum Süddeutschen Fußball-Verband; die Nordgruppe bildete seitdem die alleinige Oberliga Südwest. In den ersten sechs Jahren änderte sich die Teilnehmerzahl jährlich, ab 1951 bestand die Liga bis zu ihrer Einstellung zugunsten der neuen Bundesliga 1963 aus 16 Vereinen.
Die Vereine aus dem Saargebiet schieden erstmals im Herbst 1946 und erneut nach der Saison 1947/48 aus, da der Saarländische Fußball-Bund eigenständig geworden war. Bis zu ihrer Rückkehr in der Saison 1951/52 nahmen die Saarvereine am französischen Spielbetrieb teil, dort jedoch nur unter Einschränkungen. So hatte der 1. FC Saarbrücken, der sich für die saarländische Ehrenliga zu stark eingeschätzt hatte, für die zweite französische Division beworben. Saarbrücken gewann diese mit großem Vorsprung auf Girondins Bordeaux, durfte aber dennoch nicht aufsteigen. Anschließend wurde kolportiert, dass der französische Verband die Blamage befürchtete, der FCS könnte französischer Meister werden. 1951 durften die Saarvereine wieder in der Oberliga Südwest mitspielen, obwohl ihr Land und ihr Verband weiterhin eigenständig waren.

## Übersicht
- 1945/46 Nordgruppe: Pfalz, Saarland
- 1946/47 (Herbstserie) Nordgruppe: Rheinland-Pfalz (im November abgebrochen)
- 1946/47 (Frühjahrsserie) – 1948 Nordgruppe: Rheinland-Pfalz, Saarland – Südgruppe: Südbaden, Württemberg-Hohenzollern
- 1948–1950 Nordgruppe: Rheinland-Pfalz – Südgruppe: Südbaden, Württemberg-Hohenzollern
- 1950/51 Rheinland-Pfalz
- 1951–1963 Rheinland-Pfalz, Saarland

Die bestplatzierten Vereine vertraten die Oberliga Südwest bei der deutschen Fußballmeisterschaft, die bis zur Einführung der Bundesliga in Endrundenspielen ausgetragen wurde. Die Mannschaften auf den letzten Plätzen stiegen in die alte 2. Liga ab.
Mit Einführung der Bundesliga wurde die Oberliga Südwest aufgelöst. Die Mannschaften, die sich nicht für die neugeschaffene Bundesliga qualifizieren konnten, wurden der in ihrer Ausdehnung identischen neuen Regionalliga, der damals zweithöchste Spielklasse, zugeordnet.

## Spielzeiten
| - 1962/63 - 1961/62 - 1960/61 - 1959/60 | - 1958/59 - 1957/58 - 1956/57 - 1955/56 | - 1954/55 - 1953/54 - 1952/53 - 1951/52 | - 1950/51 - 1949/50 - 1948/49 - 1947/48 | - 1946/47 - 1945/46 |

Für die 1963 gegründete Bundesliga qualifizierten sich der 1. FC Kaiserslautern und der 1. FC Saarbrücken. Die restlichen Mannschaften bis auf Eintracht Kreuznach (Abstieg nach Relegation) bildeten zusammen mit den besten Vereinen der 2. Liga Südwest die neu benannte Regionalliga Südwest.

## Erfolgreichste Mannschaften der historischen Oberliga Südwest
- 1. FC Kaiserslautern: 11 × Meister, 2 × Deutscher Meister (1951 und 1953), Anführer der Ewigen Tabelle
- 1. FC Saarbrücken: 3 × Meister
- FK Pirmasens: 3 × Meister
- Borussia Neunkirchen: 1 × Meister